# Fukusaburo Harada
Fukusaburo Harada (japonsko 原田 福三郎), japonski nogometaš.
Za japonsko reprezentanco je odigral dve uradni tekmi.